# Világok arca: Baraka
A Világok arca: Baraka (eredeti cím: Baraka) 1992-ben bemutatott kísérleti dokumentumfilm, melyet Ron Fricke, a hasonló stílusú Koyaanisqatsi operatőre rendezett.

## Cselekmény
A filmnek nincs cselekménye, epizódok egymásutánjából áll, amelyeket a világ több mint 20 országában (Brazília, Japán, Irak, Egyesült Államok stb.) rögzítettek. A Baraka arab szó, jelentése: áldás. Célja jelen világunk sokféle arculatának elfogulatlan bemutatása, a nagyvárosok nyüzsgő zajától a zen kert csendjéig. Lenyűgöző képsorai és megkapó zenéje miatt rendhagyó, nem mindennapi élményt nyújt. A film stílusa rokon Gottfried Reggio Koyaanisqatsi című alkotásának stílusával (gyorsított jelenetek, narráció hiánya), de mondandója eltér attól.

## Helyszínek

### Afrika
- Gízai piramisok, Egyiptom
- Holtak városa, Egyiptom
- Kairó, Egyiptom
- Karnaki templom, Luxor, Egyiptom
- Luxor, Egyiptom
- Ramesszeum, Egyiptom
- Magadi-tó, Kenya
- Mara Kichwan Tembo Manyatta, Kenya
- Mara Rianta Manyatta, Kenya
- Massai Mara, Kenya
- Natron-tó, Tanzánia

### Amerika
- Iguazú-vízesés, Misiones, Argentína
- Caiapó falu, Pará, Brazília
- Carajás Vadrezervátum, Pará, Brazília
- Favela da Rocinha, Rio de Janeiro, Brazília
- Ipanema, Rio de Janeiro, Brazília
- Porto Velho, Rondônia, Brazília
- Represa Samuel, Rondônia, Brazília
- Rio de Janeiro, Brazília
- Rio Preto, Minas Gerais, Brazília
- São Paulo, Brazília
- Barrio Mapasingue, Guayaquil, Ecuador
- Caldad Blanca Cementerio, Ecuador
- Galápagos-szigetek, Ecuador
- Guayaquil, Ecuador
- American Express, Phoenix, Arizona, Egyesült Államok
- Arches Nemzeti Park, Moab, Utah, Egyesült Államok
- Big Sur, Kalifornia, Egyesült Államok
- Canyon de Chelly National Monument, Chinle, Arizona, Egyesült Államok
- Canyonlands Nemzeti Park, Moab, Utah, Egyesült Államok
- Davis-Monthan Air Force Base, Tucson, Arizona, Egyesült Államok
- Empire State Building, Manhattan, New York, New York, Egyesült Államok
- Fehér Ház, Washington, Egyesült Államok
- Grand Central Terminal, Manhattan, New York City, New York, Egyesült Államok
- Greenhaven Correctional Facility, Greenhaven, New York, Egyesült Államok
- Haleakala Nemzeti Park, Maui, Hawaii, Egyesült Államok
- Helmsley Building, Manhattan, New York City, New York, Egyesült Államok
- Kitt Peak Nemzeti Obszervatórium, Arizona, Egyesült Államok
- Kona, Hawai`i, Hawaii, Egyesült Államok
- Los Angeles, Kalifornia, Egyesült Államok
- Maui, Hawaii, Egyesült Államok
- Mesa Verde Nemzeti Park, Colorado, Egyesült Államok
- New York, New York, Egyesült Államok
- Oakland, Kalifornia, Egyesült Államok
- Peabody szénbánya, Black Mesa, Arizona, Egyesült Államok
- Phoenix, Arizona, Egyesült Államok
- Pu`u`ö`ö, Hawaii Vulkánok Nemzeti Park, Hawaii, Egyesült Államok
- Shiprock, Új-Mexikó, Egyesült Államok
- Stormville, New York, Egyesült Államok
- World Trade Center, Manhattan, New York City, New York, Egyesült Államok

### Ausztrália és Óceánia
- Bathurst-sziget, Északi terület, Ausztrália
- Jim Jim vízesés, Északi terület, Ausztrália
- Tiwi-szigetek, Északi terület, Ausztrália
- Uluru/Ayers Rock, Északi terület, Ausztrália

### Ázsia
- Ahmadi, Kuvait
- Angkor, Kambodzsa
- Galata Mevlevi templom, Isztambul, Törökország
- Hagia Sophia, Isztambul, Törökország
- Mekka, Szaúd-Arábia
- Jeruzsálem, Izrael
- Yogyakarta, Borobudur, Indonézia
- Bhaktapur, Nepál

### Európa
- Oświęcim (Auschwitz), Lengyelország
- Bytom, Lengyelország
- Párizsi Notre-Dame katedrális, Párizs, Franciaország
- Reimsi Notre-Dame katedrális, Reims, Marne, Franciaország
- Szent Péter-bazilika, Vatikán

## Külső hivatkozások
- Világok arca: Baraka a PORT.hu-n (magyarul) (magyar)
- Leírás a filmről képekkel Archiválva 2009. május 17-i dátummal a Wayback Machine-ben (angol)